# Lõmala
Koordinaten: 58° 11′ N, 22° 8′ O

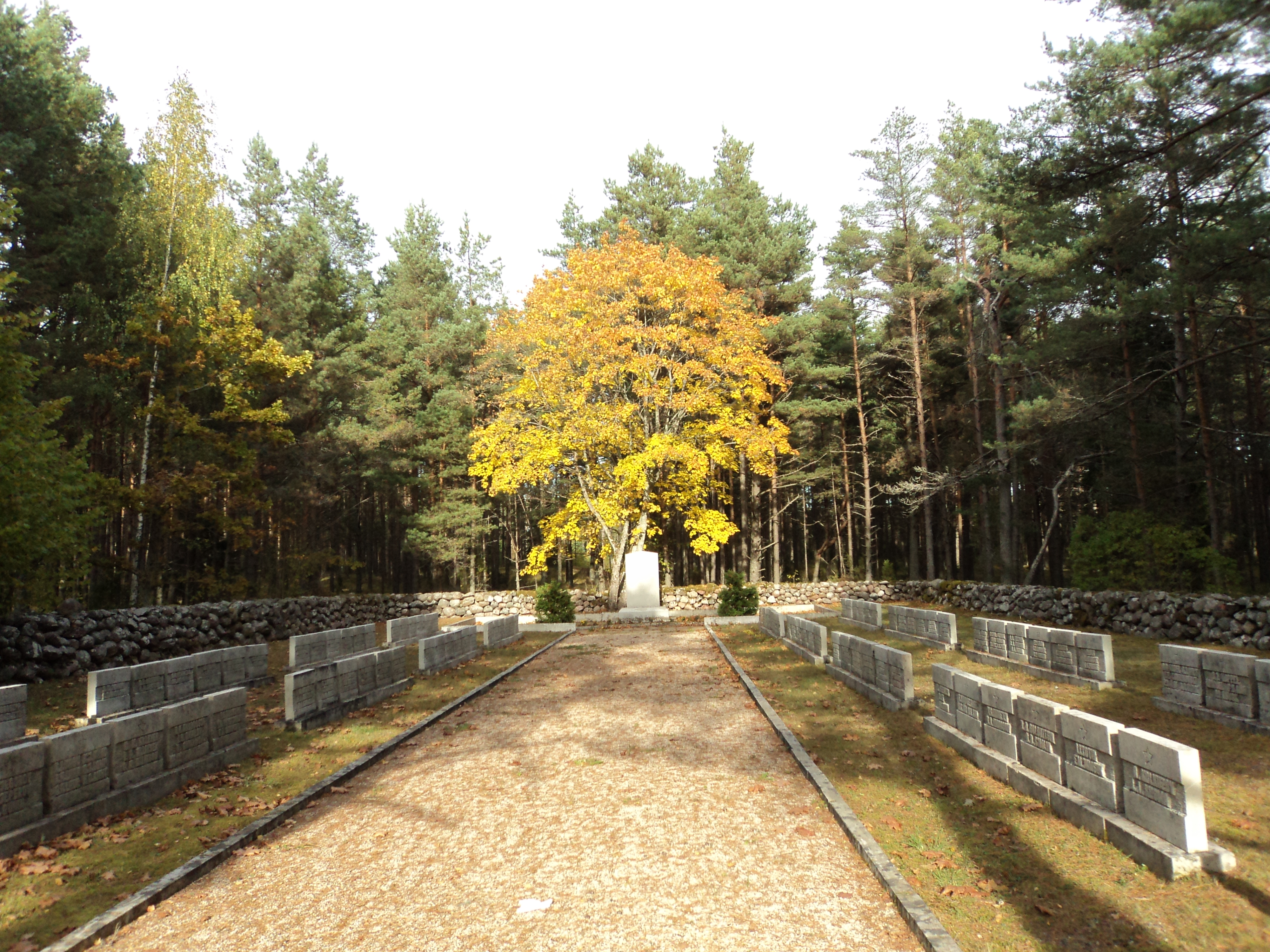
Gräber für sowjetische Gefallene des Zweiten Weltkriegs

Lõmala (deutsch Lemmalsnäse) ist ein Dorf (estnisch küla) auf der größten estnischen Insel Saaremaa. Es gehört zur Landgemeinde Saaremaa (bis 2017: Landgemeinde Salme) im Kreis Saare.

## Einwohnerschaft und Lage
Das Dorf hat 39 Einwohner (Stand 31. Dezember 2011). Es liegt 21 Kilometer südwestlich der Inselhauptstadt Kuressaare.

## Friedhof
Auf dem Friedhof Vananõmme sind zahlreiche sowjetische Gefallene des Zweiten Weltkriegs beigesetzt. Unter ihnen ist auch der Kriegsheld Wladimir Deew (1925–1944), der auf der Halbinsel Sõrve tödlich verwundet worden war.
Der Friedhof steht unter staatlichem Schutz.